# Pioneer (Louisiana)
Pioneer és una població dels Estats Units a l'estat de Louisiana. Segons el cens del 2000 tenia 171 habitants.

## Demografia
Segons el cens del 2000, Pioneer tenia 171 habitants, 65 habitatges, i 39 famílies. La densitat de població era de 60,6 habitants/km².
Dels 65 habitatges en un 27,7% hi vivien nens de menys de 18 anys, en un 35,4% hi vivien parelles casades, en un 23,1% dones solteres, i en un 38,5% no eren unitats familiars. En el 32,3% dels habitatges hi vivien persones soles el 13,8% de les quals corresponia a persones de 65 anys o més que vivien soles. El nombre mitjà de persones vivint en cada habitatge era de 2,63 i el nombre mitjà de persones que vivien en cada família era de 3,4.
Per edats la població es repartia de la següent manera: un 29,2% tenia menys de 18 anys, un 14% entre 18 i 24, un 22,2% entre 25 i 44, un 21,6% de 45 a 60 i un 12,9% 65 anys o més.
L'edat mediana era de 30 anys. Per cada 100 dones de 18 o més anys hi havia 80,6 homes.
La renda mediana per habitatge era de 17.614 $ i la renda mediana per família de 19.375 $. Els homes tenien una renda mediana de 17.917 $ mentre que les dones 23.125 $. La renda per capita de la població era de 9.842 $. Entorn del 41,5% de les famílies i el 50,3% de la població estaven per davall del llindar de pobresa.

## Poblacions més properes
El següent diagrama mostra les poblacions més properes.